# Vekxor
Vekxor (en rus: Векшор) és un poble de la República de Komi, a Rússia, segons el cens del 2010 tenia 25 habitants.